# 社上水库
社上水库位于中国江西省吉安市安福县西部，武功山东南麓泸水上，又称为武功湖。是一座以防洪、发电、灌溉、养殖为主要功能的大（二）型水库。1969年10月开始建设，1973年10月建成。建设时淹没耕地8000亩，迁移人口3700人。